# Åsmulesjön
Åsmulesjön är en sjö i Melleruds kommun i Dalsland och ingår i Göta älvs huvudavrinningsområde. Sjön har en area på 0,0923 kvadratkilometer och ligger 167,2 meter över havet.

## Delavrinningsområde
Åsmulesjön ingår i det delavrinningsområde (651229-129588) som SMHI kallar för Inloppet i Örsjön. Medelhöjden är 165 meter över havet och ytan är 52,57 kvadratkilometer. Räknas de 8 avrinningsområdena uppströms in blir den ackumulerade arean 172,45 kvadratkilometer. Krokån (Teåkersälven) som avvattnar avrinningsområdet har biflödesordning 3, vilket innebär att vattnet flödar genom totalt 3 vattendrag innan det når havet efter 161 kilometer. Avrinningsområdet består mestadels av skog (85 procent). Avrinningsområdet har 1,63 kvadratkilometer vattenytor vilket ger det en sjöprocent på 3,1 procent.